# زین هولتز
زین هولتز (انگلیسی: Zane Holtz؛ زادهٔ ۱۸ ژانویهٔ ۱۹۸۷) مدل، بازیگر اهل کانادا است. وی از سال ۱۹۹۲ میلادی تاکنون مشغول فعالیت بوده‌است.
از فیلم‌ها یا برنامه‌های تلویزیونی که وی در آن نقش داشته است، می‌توان به  دزد آذرخش، سی‌اس‌آی، سی‌اس‌آی: میامی، ان‌سی‌آی‌اس ، نفرین داونرز گروو، مکیدن خون‌آشام و مزایای گوشه‌گیر بودن اشاره کرد.